# Ramon Dekkers
Ramon Dekkers (Breda, 4 september 1969 – aldaar, 27 februari 2013) was een Nederlands professioneel kickbokser. Hij was achtvoudig Muay Thai- en kickbokswereldkampioen. In de jaren 90 was hij de bekendste buitenlandse kickbokser in Thailand. 

## Biografie
Toen Dekkers twaalf jaar oud was leerde hij martial arts. Hij beoefende daarnaast enkele maanden lang judo en bokste een jaar lang. Zijn volgende discipline was thaiboksen, waarin hij getraind werd door zijn stiefvader Cor Hemmers. Op zijn achttiende behaalde Dekkers zijn eerste titel tijdens de nationale kampioenschappen. Dat was op 15 november 1987. Er volgden 218 wedstrijden waarvan hij er zes verloor, geen door knock-out.
In 2005 werd Dekkers uitgedaagd tot een K-1 Hero's-gevecht volgens de regels van mixed martial arts. Hij verloor van de Japanner Genki Sudo. 
Dekkers overleed op 43-jarige leeftijd op 27 februari 2013. Tijdens het trainen op zijn racefiets werd hij onwel, waarna reanimatie niet meer baatte. Op 7 maart is hij gecremeerd in uitvaartcentrum Zuylen te Breda.